# George W. Crouse
George Washington Crouse, född 23 november 1832 i Tallmadge i Ohio, död 5 januari 1912 i Akron i Ohio, var en amerikansk republikansk politiker. Han var ledamot av USA:s representanthus 1887–1889.
Crouse var verksam som lärare och affärsman. Han tjänstgjorde i nordstatsarmén i amerikanska inbördeskriget och var ledamot av Ohios delstatssenat på 1880-talet.
Crouse ligger begravd på Glendale Cemetery i Akron.